# リチャード・バーネット (議事堂の暴徒)
リチャード・モリス・"ビゴ"・バーネット（Richard Morris "Bigo" Barnett, 1960年5月 - ）は、2021年1月のアメリカ合衆国議会議事堂襲撃事件に参加した既決重罪犯である。バーネットが議事堂内のナンシー・ペロシの執務室の机に足を乗せている写真は襲撃事件の最も著名なイメージの1つとなった。
2023年にバーネットは4件の重罪を含む8件の罪で有罪判決を受けた。彼は2023年5月24日に54ヶ月の禁固刑を言い渡された。

## 生い立ちと私生活
バーネットはテネシー州メンフィスのセント・ジョセフ病院で生まれた。襲撃事件時の彼は60歳であり、アーカンソー州グラベットに住んでいた。

## キャリアと活動
バーネットは引退したメンフィスの消防士であると自称していたが、メンフィス消防局ではその供述を確認できなかった。彼の弁護士は彼を窓のセールスマンであると説明した。
またバーネットは憲法修正第2条の権利を支持する団体である「2A NWA STAND」の共同創設者を自称している。2020年9月にバーネットは武器を携帯していた件でフェイエットビルの警察に通報され、事情聴取を受けた。

## 議会議事堂襲撃事件

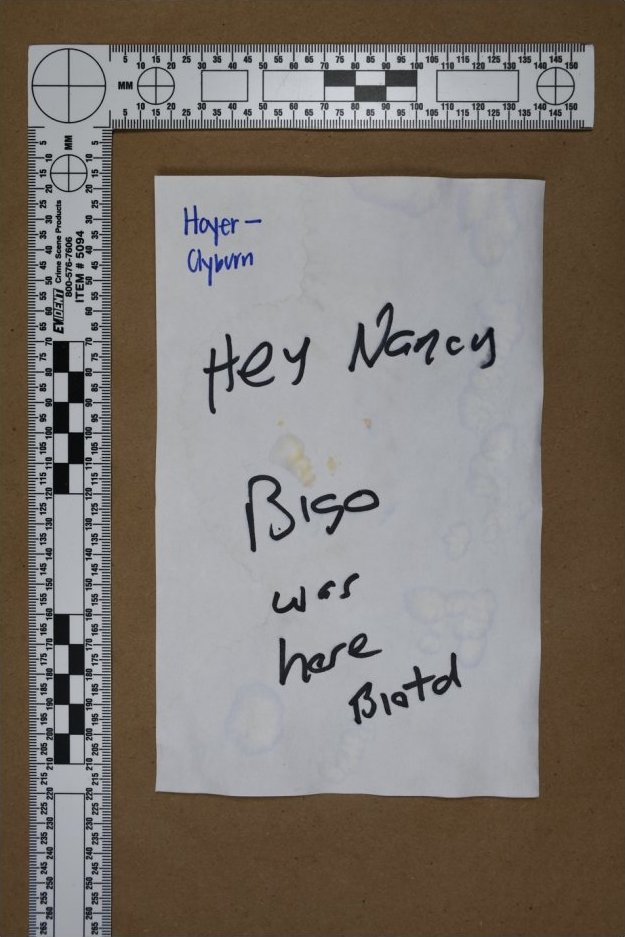
バーネットが残したメモの証拠写真

2021年1月6日、バーネットはスタンガンで武装して連邦議会議事堂に不法侵入した後、ナンシー・ペロシ下院議長の執務室の机に足を乗せた。バーネットはまたペロシに宛てたメモを書いて彼女の机に置いた。メモにはこう書かれていた:
「おいナンシー、ビゴがここにいたぞビッチ」
襲撃の後にバーネットは封筒を盗むといった自身の行動をオンライン上で自慢した。彼が建物内に居たのは6分ほどである。
2021年1月8日、バーネットは逮捕された。1月29日に彼は公務執行妨害、凶器を所持しての不法侵入、議事堂内でのデモやピケ、政府所有物の窃盗を含む8件の罪（軽罪4件と重罪4件）で起訴された。2021年2月4日、バーネットは全ての罪状で無罪を主張した。

### 裁判と収監
判事のクリストファー・"ケイシー"・クーパーは2021年4月27日に釈放を許可し、これは試練であると警告し、バーネットの「突飛な行動と暴動後の捜査を避けようとする試み、公の場での銃の誇示、議会議事堂へのスタンガンの持ち込み、そして一部のQアノン陰謀論の信奉の可能性」を指摘した。
彼のワシントンD.C.での刑事裁判は襲撃事件の暴動犯に対する起訴の中で最も注目されたものの1つであった。バーネットの法定代理人はジョセフ・D・マクブライド弁護士であり、襲撃事件犯の弁護人として知られている。
陪審員による約2時間の審議の結果、2023年1月にバーネットは内乱罪と公務執行妨害罪を含む全ての罪状で有罪となった。2023年5月24日、彼は54ヶ月の禁固刑を宣告された。判決で検察側はバーネットがペロシのオフィスでの自身のサイン入り写真を販売することで犯罪から利益を得ようとしたことや暴動によるトラウマのために何人かの議事堂職員が公務を離れたことを持ち出した。釈放後に彼は36ヶ月の保護観察と2000ドルの罰金刑に服することとなる。
判決後、バーネットはサウスダコタ州ヤンクトンの連邦刑務キャンプに収容されることと刑務所への自己報告を8月22日まで待つことを要求した。彼は自己報告は認められたが、その他の要求は却下された。彼は有罪判決を不服として控訴するつもりであると述べた。